# István Gáli
István Gáli (Bodroghalom, 5 de julio de 1943-Budapest, 20 de febrero de 2020) fue un boxeador húngaro de peso wélter.

## Carrera deportiva
En 1967 ganó una medalla de bronce en el Campeonato Europeo de Boxeo Aficionado de 1967, y fue elegido como el “Boxeador húngaro del año”.
En 1968 compitió en los Juegos Olímpicos, en la Ciudad de México, pero fue eliminado en el tercer combate. Posteriormente, fue sancionado por un año debido a su conducta en dichos Juegos Olímpicos.